# Aphodiopsis camerunensis
Aphodiopsis camerunensis är en skalbaggsart som beskrevs av Rudolph Petrovitz 1969. Aphodiopsis camerunensis ingår i släktet Aphodiopsis och familjen Aphodiidae. Inga underarter finns listade i Catalogue of Life.